# Discografia de Kid Abelha
A Discografia de Kid Abelha, uma banda de pop rock brasileira, inclui treze álbuns de estúdio, duas compilações e dois álbuns ao vivo. Seu álbum de maior sucesso foi Kid Abelha Acústico MTV, gravado em 2002 ao vivo, vendendo mais de 2 milhões de cópias. O Kid Abelha ainda tem dois DVDs: Acústico MTV, de 2002, e Pega Vida - Ao Vivo, de 2005.
O último trabalho do grupo foi o álbum inédito Pega Vida em 2005, sendo que em 2007 o grupo entrou em férias, para que Paula Toller e George Israel pudessem se dedicar ao lançamento de seus álbuns solo. A banda já vendeu mais de 9 milhões de discos somente no Brasil. 

## Álbuns

### Álbuns de estúdio
| Álbum                           | Detalhes                                                                                   | Vendas      | Certificações  |
| ------------------------------- | ------------------------------------------------------------------------------------------ | ----------- | -------------- |
| Seu Espião                      | - Lançamento: 7 de fevereiro de 1984 - Formatos: LP, cassete - Gravadora: Elektra • Warner | - : 150.000 | - PMB: Ouro    |
| Educação Sentimental            | - Lançamento: 12 de maio de 1985 - Formatos: LP, cassete - Gravadora: Elektra • Warner     | - : 250.000 | - PMB: Ouro    |
| Tomate                          | - Lançamento: 1 de abril de 1987 - Formatos: LP, cassete - Gravadora: Elektra • Warner     | - : 100.000 | - PMB: Ouro    |
| Kid                             | - Lançamento: 23 de julho de 1989 - Formatos: LP, cassete - Gravadora: Warner              | - : 100.000 |                |
| Tudo é Permitido                | - Lançamento: 30 de junho de 1991 - Formatos: LP, cassete - Gravadora: Warner              | - : 100.000 |                |
| Iê Iê Iê                        | - Lançamento: 4 de maio de 1993 - Formatos: CD, LP, cassete - Gravadora: Warner            | - : 100.000 |                |
| Meu Mundo Gira em Torno de Você | - Lançamento: 17 de dezembro de 1996 - Formatos: CD, cassete - Gravadora: Warner           | - : 400.000 | - PMB: Platina |
| Espanhol                        | - Lançamento: 8 de julho de 1997 - Formatos: CD - Gravadora: Warner                        |             |                |
| Autolove                        | - Lançamento: 1 de agosto de 1998 - Formatos: CD, cassete - Gravadora: Warner              | - : 125.000 | - PMB: Ouro    |
| Coleção                         | - Lançamento: 19 de janeiro de 2000 - Formatos: CD - Gravadora: Warner                     | - : 75.000  |                |
| Surf                            | - Lançamento: 18 de maio de 2001 - Formatos: CD - Gravadora: Universal                     | - : 75.000  |                |
| Pega Vida                       | - Lançamento: 16 de maio de 2005 - Formatos: CD - Gravadora: Universal                     | - : 150.000 |                |

### Álbuns ao vivo
| Álbum                                 | Detalhes                                                                                 | Vendas        | Certificações      |
| ------------------------------------- | ---------------------------------------------------------------------------------------- | ------------- | ------------------ |
| Kid Abelha - Ao Vivo                  | - Lançamento: 7 de outubro de 1986 - Formatos: LP, cassete - Gravadora: Elektra • Warner | - : 125.000   | - PMB: Ouro        |
| Meio Desligado                        | - Lançamento: 7 de novembro de 1994 - Formatos: LP, cassete - Gravadora: Warner          | - : 600.000   | - PMB: Ouro        |
| Acústico MTV                          | - Lançamento: 18 de setembro de 2002 - Formatos: CD - Gravadora: Universal               | - : 2.000.000 | - PMB: 2× Diamante |
| Multishow Ao Vivo: Kid Abelha 30 anos | - Lançamento: 14 de agosto de 2012 - Formatos: CD, download digital - Gravadora: Posto 9 |               |                    |

### Coletâneas
| Álbum                             | Detalhes                                                                        | Vendas      | Certificações  |
| --------------------------------- | ------------------------------------------------------------------------------- | ----------- | -------------- |
| Greatest Hits 80's                | - Lançamento: 7 de junho de 1990 - Formatos: LP, cassete - Gravadora: Warner    |             | - PMB: Ouro    |
| Geração Pop                       | - Lançamento: 17 de julho de 1993 - Formatos: CD, cassete - Gravadora: Warner   | - : 150.000 | - PMB: Ouro    |
| 2 É Demais!                       | - Lançamento: 2 de fevereiro de 1996 - Formatos: CD - Gravadora: Warner         |             |                |
| Remix                             | - Lançamento: 26 de outubro de 1997 - Formatos: CD, cassete - Gravadora: Warner | - : 500.000 | - PMB: Platina |
| Pop Brasil                        | - Lançamento: 2 de novembro de 1997 - Formatos: CD - Gravadora: Warner          |             |                |
| Pop Brasil 2                      | - Lançamento: 18 de dezembro de 1997 - Formatos: CD - Gravadora: Warner         |             |                |
| O Melhor da Música do Kid Abelha  | - Lançamento: 8 de dezembro de 1998 - Formatos: CD - Gravadora: Warner          |             |                |
| Geração Pop 2                     | - Lançamento: 20 de julho de 1999 - Formatos: CD, cassete - Gravadora: Warner   |             |                |
| Enciclopédia da Música Brasileira | - Lançamento: 18 de abril de 2000 - Formatos: CD - Gravadora: Warner            |             |                |
| E-Collection                      | - Lançamento: 2 de julho de 2000 - Formatos: CD - Gravadora: Warner             |             |                |
| Warner 25 Anos                    | - Lançamento: 8 de abril de 2001 - Formatos: CD - Gravadora: Warner             |             |                |
| Warner 30 Anos                    | - Lançamento: 2 de setembro de 2006 - Formatos: CD - Gravadora: Warner          |             |                |

### Álbuns de vídeo
| Álbum                                 | Detalhes                                                                                  | Vendas      | Certificações      |
| ------------------------------------- | ----------------------------------------------------------------------------------------- | ----------- | ------------------ |
| Acústico MTV                          | - Lançamento: 18 de setembro de 2002 - Formatos: DVD - Gravadora: Universal               | - : 150.000 | - PMB: 3× Diamante |
| Pega Vida                             | - Lançamento: 10 de novembro de 2005 - Formatos: DVD - Gravadora: Universal               |             |                    |
| Multishow Ao Vivo: Kid Abelha 30 anos | - Lançamento: 14 de agosto de 2012 - Formatos: DVD, download digital - Gravadora: Posto 9 |             |                    |

## Singles

### Como artista principal
| Título                                        | Ano  | Álbum                                 |
| --------------------------------------------- | ---- | ------------------------------------- |
| "Distração"                                   | 1982 | Rock Voador                           |
| "Pintura Íntima"                              | 1983 | Seu Espião                            |
| "Por Que não Eu?"                             | 1983 | Seu Espião                            |
| "Como Eu Quero"                               | 1984 | Seu Espião                            |
| "Nada Tanto Assim"                            | 1984 | Seu Espião                            |
| "Fixação"                                     | 1984 | Seu Espião                            |
| "Alice (Não Me Escreva Aquela Carta de Amor)" | 1984 | Seu Espião                            |
| "Seu Espião"                                  | 1985 | Seu Espião                            |
| "Lágrimas e Chuva"                            | 1985 | Educação Sentimental                  |
| "Os Outros"                                   | 1985 | Educação Sentimental                  |
| "Educação Sentimental"                        | 1985 | Educação Sentimental                  |
| "Garotos"                                     | 1986 | Educação Sentimental                  |
| "Educação Sentimental II"                     | 1986 | Educação Sentimental                  |
| "Nada por Mim"                                | 1986 | Kid Abelha - Ao Vivo                  |
| "Amanhã É 23"                                 | 1987 | Tomate                                |
| "Me Deixa Falar"                              | 1987 | Tomate                                |
| "No Meio da Rua"                              | 1987 | Tomate                                |
| "Tomate"                                      | 1988 | Tomate                                |
| "Mais Louco"                                  | 1988 | Tomate                                |
| "Agora Sei"                                   | 1989 | Kid                                   |
| "De Quem é o Poder?"                          | 1989 | Kid                                   |
| "Dizer Não é Dizer Sim"                       | 1989 | Kid                                   |
| "Todo Meu Ouro"                               | 1990 | Kid                                   |
| "No Seu Lugar"                                | 1990 | Greatest Hits 80's                    |
| "Grand Hotel"                                 | 1991 | Tudo é Permitido                      |
| "Gosto de Ser Cruel"                          | 1991 | Tudo é Permitido                      |
| "Não Vou Ficar"                               | 1992 | Tudo é Permitido                      |
| "Tudo É Permitido (A Indecência)"             | 1992 | Tudo é Permitido                      |
| "Em Noventa e Dois"                           | 1993 | Iê Iê Iê                              |
| "Eu Tive um Sonho"                            | 1993 | Iê Iê Iê                              |
| "Deus (Apareça na Televisão)"                 | 1993 | Iê Iê Iê                              |
| "O Beijo"                                     | 1994 | Iê Iê Iê                              |
| "Solidão que Nada"                            | 1994 | Meio Desligado                        |
| "Na Rua, na Chuva, na Fazenda"                | 1996 | Meu Mundo Gira em Torno de Você       |
| "Como é Que Eu Vou Embora?"                   | 1996 | Meu Mundo Gira em Torno de Você       |
| "Te Amo pra Sempre"                           | 1997 | Meu Mundo Gira em Torno de Você       |
| "A Moto"                                      | 1997 | Meu Mundo Gira em Torno de Você       |
| "¿Por Qué Me Quedo Tan Sola?"                 | 1997 | Espanhol                              |
| "Como Yo Quiero"                              | 1997 | Espanhol                              |
| "Te Amo Por Siempre"                          | 1997 | Espanhol                              |
| "Pintura Íntima" (Remix)                      | 1997 | Remix                                 |
| "Eu Só Penso em Você"                         | 1998 | Autolove                              |
| "Maio"                                        | 1998 | Autolove                              |
| "Tanta Gente"                                 | 1999 | Autolove                              |
| "Ouvir Estrelas"                              | 1999 | Autolove                              |
| "Pare o Casamento"                            | 2000 | Coleção                               |
| "Pingos de Amor"                              | 2000 | Coleção                               |
| "Deve Ser Amor"                               | 2000 | Coleção                               |
| "Eu Contra a Noite"                           | 2001 | Surf                                  |
| "O Rei do Salão"                              | 2001 | Surf                                  |
| "Eu Não Esqueço Nada"                         | 2001 | Surf                                  |
| "Nada Sei"                                    | 2002 | Acústico MTV                          |
| "Quero Te Encontrar"                          | 2003 | Acústico MTV                          |
| "Lágrimas e Chuva" (relançamento)             | 2003 | Acústico MTV                          |
| "Meu Vício Agora"                             | 2003 | Acústico MTV                          |
| "Poligamia"                                   | 2005 | Pega Vida                             |
| "Peito Aberto"                                | 2005 | Pega Vida                             |
| "Eu Tô Tentando"                              | 2005 | Pega Vida                             |
| "Por Que Eu Não Desisto de Você"              | 2006 | Pega Vida                             |
| "Pega Vida"                                   | 2006 | Pega Vida                             |
| "Glitter de Principiante"                     | 2011 | Não adicionado à nenhum álbum         |
| "Caso de Verão (O Amorzinho)"                 | 2012 | Multishow Ao Vivo: Kid Abelha 30 anos |

### Como artista convidado
| Título                                           | Ano  | Álbum           |
| ------------------------------------------------ | ---- | --------------- |
| "A Fórmula do Amor" (Leo Jaime part. Kid Abelha) | 1985 | Sessão da Tarde |

## Outras aparições
| Título                             | Ano  | Outro(s) artista(s) | Álbum                               |
| ---------------------------------- | ---- | ------------------- | ----------------------------------- |
| "Sexo e Dólares"                   | 1989 | —                   | Lili, a Estrela do Crime            |
| "Exotérico"                        | 1992 | —                   | Songbook Gilberto Gil: Volume 2     |
| "As Curvas da Estrada de Santos"   | 1994 | —                   | Rei - Roberto & Erasmo              |
| "Quem Tem Medo de Brincar de Amor" | 1996 | —                   | O Triângulo Sem Bermudas - Mutantes |
| "Tanta Gente"                      | 1999 | —                   | Warner Music Remix                  |
| "Someday"                          | 1999 | —                   | Warner Music Remix                  |
| "Memê e Eles"                      | 1999 | DJ Memê             | Memê e Eles                         |
| "On the Roocks"                    | 2000 | —                   | Rita Releeda                        |
| "Nos Barracos da Cidade"           | 2001 | —                   | Um Barzinho, Um Violão - Ao Vivo    |
| "Virgem"                           | 2001 | —                   | Um Barzinho, Um Violão - Ao Vivo    |
| "Gilmarley Song"                   | 2004 | —                   | 10 Hits da Pan                      |
| "O Portão"                         | 2007 | Erasmo Carlos       | Erasmo Carlos Convida - Vol. II     |
| "Jardins da Babilônia"             | 2010 | —                   | Araguaia                            |

## Videoclipes
| Título                         | Ano  | Diretor             |
| ------------------------------ | ---- | ------------------- |
| "Pintura Íntima"               | 1983 | José Emílio Rondeau |
| "Por Que não Eu?"              | 1983 | José Emílio Rondeau |
| "Como Eu Quero"                | 1984 | José Emílio Rondeau |
| "Nada Tanto Assim"             | 1984 | Flávio Colker       |
| "Seu Espião                    | 1985 | José Emílio Rondeau |
| "Lágrimas e Chuva"             | 1985 | Boninho             |
| "Os Outros"                    | 1985 | Boninho             |
| "Nada por Mim"                 | 1986 | Paulo Trevisan      |
| "Me Deixa Falar"               | 1987 | Rubinho             |
| "Tomate"                       | 1987 | Gringo Cardia       |
| "Agora Sei"                    | 1989 |                     |
| "No Seu Lugar"                 | 1990 | Lui Farias          |
| "Grand Hotel"                  | 1991 | Lui Farias          |
| "Eu Tive um Sonho"             | 1993 | Flávio Colker       |
| "Em Noventa e Dois"            | 1993 | Flávio Colker       |
| "Te Amo pra Sempre"            | 1996 | Luiz Stein          |
| "Na Rua, na Chuva, na Fazenda" | 1996 | Flávio Colker       |
| "¿Por Qué Me Quedo Tan Sola?"  | 1997 | Flávio Colker       |
| "Eu Só Penso em Você"          | 1998 | Flávio Colker       |
| "Maio"                         | 1998 | Lui Farias          |
| "Eu Contra a Noite"            | 2001 | Lui Farias          |
| "O Rei do Salão"               | 2001 | Lui Farias          |
| "Eu Não Esqueço Nada"          | 2001 | Lírio Ferreira      |